# Ratusz w Wieluniu
Ratusz w Wieluniu – siedziba władz miejskich znajdująca się przy placu Kazimierza Wielkiego w Wieluniu, w województwie łódzkim.

## Historia
Na początku XIX w. rozebrano stary gotycki ratusz miejski znajdujący się na starym rynku, zaś nowy ratusz postanowiono wybudować przy Krakowskim Przedmieściu, dobudowując go do Bramy Krakowskiej, która pełni funkcję wieży ratuszowej. Zamiar ten zrealizowano w 1842 roku, budując późnoklasycystyczny ratusz według projektu Henryka Marconiego. W 1940 roku na wieży ratuszowej pojawił się zegar pochodzący z wieży zburzonego przez okupanta kościoła św. Michała.